# Laura Folch
Laura Folch Tello (Zaragoza, Aragón, España, 21 de abril de 1990) es una futbolista española centrocampista, que desarrolló los principales años de su carrera en el Transportes Alcaine tanto en Segunda como en Primera División.

## Trayectoria

### Transportes Alcaine
Laurita debutó en la temporada 2004-05 jugando como extremo, a los 14 años, en el entonces llamado Transportes Alcaine (actual Zaragoza Club de Fútbol Femenino) que jugaba en Segunda División. Contribuyó en el ascenso del equipo a la Superliga Femenina tras la victoria frente al C.D. Rayco de Canarias, el 29 de mayo de 2005, en el Estadio Pedro Sancho de Zaragoza.
En las temporadas venideras, ya en Superliga Femenina, se afianzó en la plantilla cambiando de posición, de extremo a lateral derecho, gracias a su velocidad, regate y capacidad para centrar. En la temporada 2007-08, año en que el club pasó a llamarse Prainsa Zaragoza, se convierte en esencial, coronada por los medios locales como La reina de la banda, al ser la jugadora más joven y a la vez la más veterana con tan solo 17 años.
Participó de la mejor era histórica del combinado aragonés, consiguiendo dos subcampeonatos de la Copa de la Reina, el primero en 2009 contra el R. C. D. Espanyol y otro en 2013 contra el F.C. Barcelona (aunque no pudo disputar el partido por lesión), siendo una de las tres únicas jugadoras de la plantilla que disputaron ambas finales.
Para la temporada 2010-11 rechazó una oferta del Sporting de Huelva, renovando por el equipo donde había jugado por 6 años. El Sevilla F. C. también mostró su interés, llegando a anunciar su fichaje para la temporada 2012-13 a través de un medio no oficial, sin embargo mantuvo su ficha en el equipo maño.

### Santa Teresa
En 2014 y tras más de 10 años consecutivos en la misma escuadra, se anuncia su fichaje como refuerzo defensivo para el recién ascendido Santa Teresa Club Deportivo de Badajoz.

### Retirada del fútbol de primer nivel
En 2016, con 26 años y a través de una carta de despedida, motivada por lesiones que le impedían seguir a pleno rendimiento, anunció su retirada del fútbol en la máxima categoría.
Pese a su retiro del fútbol de primer nivel, sigue jugando en equipos aragoneses. En la temporada 2017-18 formó parte del equipo competitivo femenino de fútbol 11 del Sala Zaragoza y en la temporada 2018-19 en el UD Aragonesa.

## Palmarés

### Torneos nacionales
- Segunda División de España (1): 2004-05 (Liga Nacional - Grupo 1).
- Subcampeona de la Copa de la Reina (2): 2009, 2013.